# ثيوداد ريال (مقاطعة)
مقاطعة ثيوداد ريال (بالإسبانية: Ciudad Real) هي مقاطعة إسبانية تقع في جنوب وسط الدولة، تقع ضمن حدود منطقة كاستيا لا منتشا.
عاصمتها هي مدينة ثيوداد ريال، تنقسم المقاطعة إلى 102 بلدية.

## الجغرافيا
تقع مقاطعة ثيوداد ريال في جنوب وسط إسبانيا تحدها من الشمال مقاطعة طليطلة، ومن الشمال الشرقي مقاطعة قونكة، ومن الجنوب مقاطعة قرطبة ومقاطعة خاين، ومن الشرق مقاطعة البسيط، ومن الغرب مقاطعة بطليوس.
تبلغ مساحة مقاطعة ثيوداد ريال 19.813 كم².

## الديموغرافيا
يبلغ عدد سكان مقاطعة ثيوداد ريال 530.175 نسمة عام 2011 (وفقاً للمعهد الوطني للإحصاء الإسباني).
فيما يلي قائمة أكبر البلديات من حيث عدد السكان (بتاريخ 1 يناير 2011):
1. ثيوداد ريال 210.861 نسمة
2. بويرتويانو 124.892 نسمة
3. توميوسو 117.810 نسمة
4. ألكثار دي سان خوان 96.894 نسمة
5. فالديبينياس 88.917 نسمة
6. مانثاناريس 79.839 نسمة
7. دايميل 66.944 نسمة
8. لا سولانا 64.944 نسمة
9. كامبو دي كريبتانا 41.101 نسمة
10. ميغيلتورا 31.496 نسمة